# 事象関連電位

N100、P300 などいくつかの ERP 成分を示す波形の例

事象関連電位 (じしょうかんれんでんい、英: event-related potential, ERP) とは、思考や認知のまさに結果として、何らかの形で計測された脳の反応である。より正確に言うと、それは内的・外的刺激に対する類型的な電気生理学的反応である。
ERP は脳波によって計測される。脳磁図 (MEG)　による同様の概念は event-related field (ERF) と呼ばれる。

## 計測
頭蓋もしくは頭皮を通じて脳の電気的活動を計測する脳波によって、ERP は信頼性をもって計測できる。脳波には多くの同時進行中の脳活動が反映されるため、対象となる刺激や事象に対する脳の反応は通常、一施行の脳波記録だけでは現れてこない。刺激に対する脳の反応を見るためには（100回かそれ以上の回数）計測を繰り返し、得られたデータを加算平均しなければならない。これによって無関係な脳活動はランダムノイズとして除外され、目的の ERP が残ることになる。
誘発電位 (evoked potential) は物理的な刺激に対する処理過程を反映するが、事象関連電位はより高次の処理過程、とりわけ記憶、予測、注意、心理状態の変化によって発生する。

## 命名法
いくつかの ERP 成分は別名の略語（例えば early left anterior negativity, ELAN）で呼ばれるが、殆どの成分は極性を示す頭文字に、典型的な潜時のミリ秒をつけて呼ばれる。従って、N400成分とは刺激提示から約 400 ミリ秒後に発生する陰性の電圧変位を表しており、一方 P600 成分とは刺激提示から 600 ミリ秒後の陽性の電圧変位を表している。この ERP 成分の呼び方に付いている潜時にはしばしばかなり幅がある。例えば N400 成分は 300〜500 ミリ秒の潜時で現れる場合がある。

## 臨床における ERP
医師や神経学者は視覚系の何らかの損傷や外傷を調べるため、チェッカーボード刺激の瞬間提示という方法を用いる場合がある。健常者ならば後頭葉の一次視覚野上で、この刺激は強い反応を誘発するはずである。

## 研究における ERP
実験心理学者と精神科学者は、被験者に安定して ERP を誘発させる多くの様々な刺激を発見してきた。それらの反応のタイミングは、脳の神経連絡のタイミングや情報処理にかかる時間の計測手段になると考えられている。例えば、上記のチェッカーボード刺激による計測の場合、健常者ならば視覚野での最初の反応はだいたい 50〜70 ミリ秒後である。これは最初に眼に光が入ってから視覚刺激が脳皮質へ伝達されるまでにかかる時間を示しているように思われる。一方、P300 の反応は提示された刺激の種類（視覚、触覚、聴覚、嗅覚、味覚、など）に係わらず、300 ミリ秒前後で発生する。刺激の種類を問わないこの一般的な普遍性から、この ERP は予期せぬ刺激や認知的に重要な刺激に対する高次の認知反応を反映していると考えられている。
新規刺激に対して P300 反応が一貫して出ることにより、それに依拠したブレイン・マシン・インタフェースが構築可能となる。格子内に多くの目印を配置し、前記の理論に従って各行をランダムに光らせ、格子を見つめている被験者の P300 反応を観察する。
その他、特に神経言語学研究でよく使われる ERP には ELAN、N400、P600/SPS がある。

## 関連文献
- Steven J. Luck: An Introduction to the Event-Related Potential Technique. Cambridge, Mass.: The MIT Press, 2005. ISBN 0262621967
- Todd C. Handy: Event-Related Potentials : A Methods Handbook. Cambridge, Mass.: The MIT Press (B&T), 2004. ISBN 0262083337
- Monica Fabiani, Gabriele Gratton, and Kara D. Federmeier: Event-Related Brain Potentials : Methods, Theory, and Applications. In:  Handbook of Psychophysiology / ed. by John T. Cacioppo, Louis G. Tassinary, and Gary G. Berntson. 3rd. ed. Cambridge: Cambridge University Press, 2007. ISBN 0-521-84471-1. pp. 85-119
- John Polich and Jody Corey-Bloom, Alzheimer's Disease and P300: Review and evaluation of Task and Modality. Current Alzheimer Research, 2005, 2, 515 - 525
- Zani A. & Proverbio A.M. (2003) Cognitive Electrophysiology of Mind and Brain. Academic Press/Elsvier.